# Опеньок літній
Опеньок літній також Підпеньок літній (Kuehneromyces mutabilis (Schaeff.) — вид їстівних грибів роду куегнероміцес (Kuehneromyces). Гриб вперше класифіковано у 1946 році.

## Будова
Шапинка має помаранчево–коричневий колір, коли висихає дещо жовтіє. Діаметр шапки до 7 см, у молодих плодових тіл  вона конусоподібна, але з тупою верхівкою, у дорослих — плоско розпростерта з оригінальним горбиком на верхівці шапки, краї у неї опущені.
Ніжка в опенька літнього завдовжки 3,5–7 см, а завширшки до 1 см, циліндрична, до низу звужена, має буре вузьке кільце, зверху над кільцем дещо білувата гола, під ним червоно–бура, з оригінальними лусками.
М'якоть білувата, з приємним смаком і запахом свіжої деревини.
Гіменофор пластинчатий. Пластинки прирослі, часті, світло-буруваті.
Споровий порошок бурий. Спори 6–7 × 3–4 мкм, овальні, гладкі іржаво-буруваті.

## Поширення та середовище існування
Опенька літнього можна збирати у великій кількості на пеньках і деревині листяних, зрідка хвойних дерев. Плодові тіла ростуть у червні-жовтні.

## Практичне використання
Їстівний смачний гриб. Вживають без ніжок (через жорсткість) у свіжому вигляді, смаженим, тушкованим, маринують консервують. В деяких країнах культивується в промислових масштабах. Містить вітамін B1.

## На марках

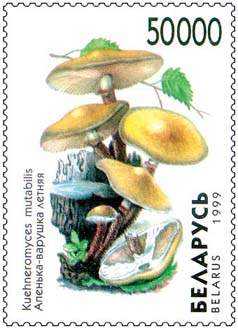

Зображений на марках Білорусі 1999 року.